# Roosendaal (gemeente)

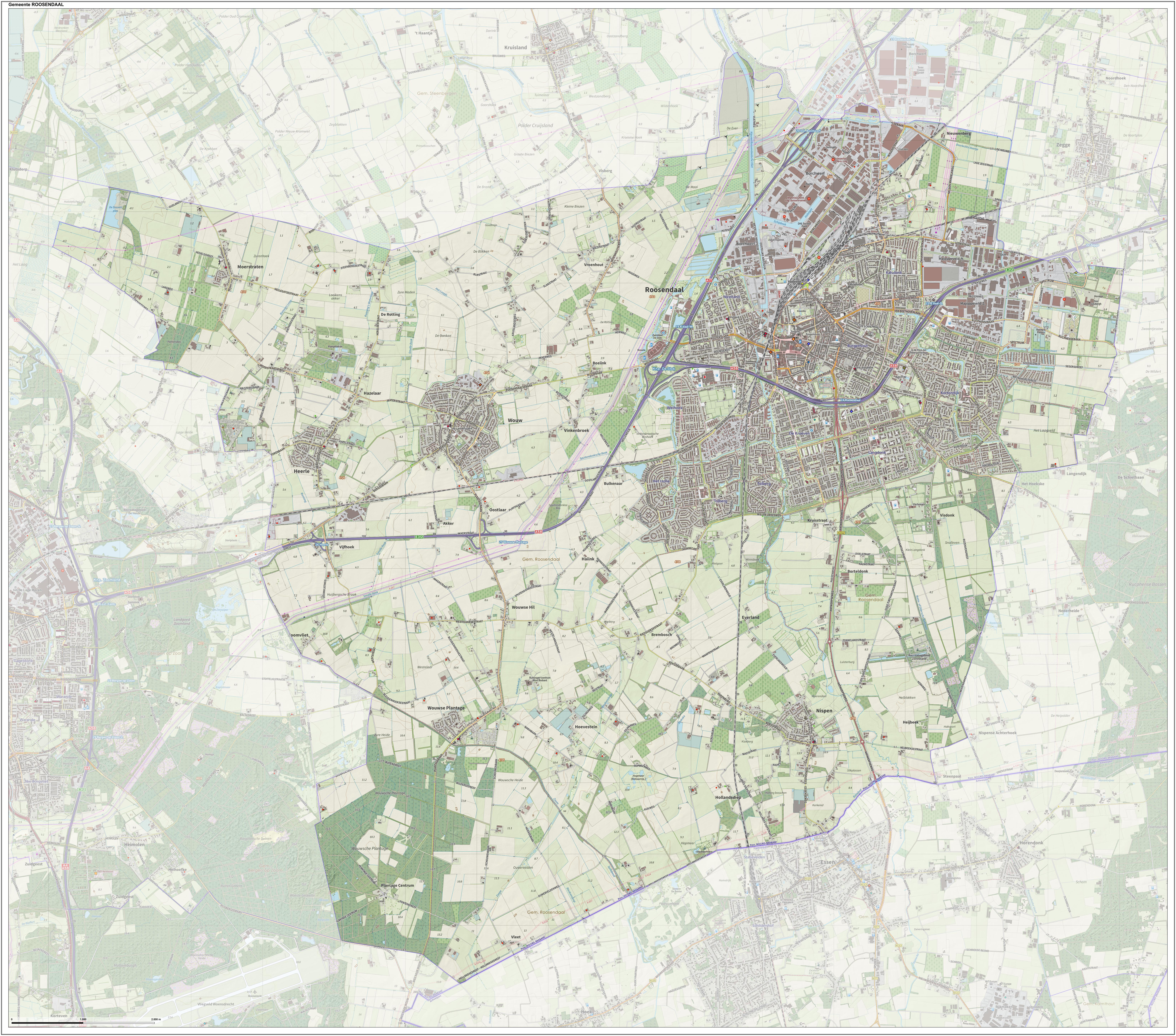
Topografische gemeentekaart van Roosendaal, september 2022

Roosendaal (uitspraakⓘ) is een gemeente in de Nederlandse provincie Noord-Brabant, in deze gemeente wonen 77.559 mensen (22 november 2024, bron: CBS) op een oppervlakte van 107,21 km², waarvan 0,78 km² water.
De gemeente Roosendaal is ontstaan op 1 januari 1997 door samenvoeging van de voormalige gemeenten Roosendaal en Nispen en Wouw.
Naast de kern Wouw en de stad Roosendaal bestaat de gemeente uit de dorpen Moerstraten, Wouwse Plantage, Heerle en Nispen.

## Ligging
Roosendaal ligt in het zuidwesten van de provincie Noord–Brabant tussen Breda en Bergen op Zoom aan de A58.
| Aangrenzende gemeenten | Aangrenzende gemeenten | Aangrenzende gemeenten | Aangrenzende gemeenten | Aangrenzende gemeenten |
| ---------------------- | ---------------------- | ---------------------- | ---------------------- | ---------------------- |
| Steenbergen            |                        |                        |                        | Halderberge            |
|                        |                        |                        |                        |                        |
| Bergen op Zoom         | Rucphen                |                        |                        |                        |
|                        |                        |                        |                        |                        |
| Woensdrecht            |                        | Essen (B)              |                        | Rucphen                |

## Bestuurlijke indeling

### Woonplaatsen (BAG)
| Woonplaats (BAG) | Inwoners 2023 |
| ---------------- | ------------- |
| Roosendaal       | 67.320        |
| Wouw             | 4.830         |
| Heerle           | 1.885         |
| Nispen           | 1.745         |
| Wouwse Plantage  | 1.210         |
| Moerstraten      | 615           |

### Buurtschappen in de gemeente Roosendaal
| - Akker - Boeiink - Borteldonk - Brembosch - Bulkenaar - De Rotting - Everland - Haiink - Hazelaar - Heijbeek - Hoevestein - Hollandsdiep | - Hulsdonk - Kruisstraat - Nieuwenberg - Oostlaar - Plantage Centrum - Vijfhoek - Vinkenbroek - Visdonk - Vleet - Vroenhout - Wouwse Hil - Zoomvliet |

## Evenementen
- Carnaval dat groots gevierd wordt. Roosendaal heet dan Tullepetaonestad
- Beachvolleybaltoernooi (op de oude markt)
- Hap Stap Festival
- Taptoe
- Roosendaalse Kermis, die in de top 5 van grootste kermissen van Nederland staat
- Kermisronde, wielerronde tijdens de kermis
- Roosendaal Zingt
- Multiculturele Manifestatie
- Halve marathon en 10 km
- Draai van de Kaai, een bekend wielerevenement
- Volksronde, wielerevenement van Roosendaal waarbij het open Roosendaals Kampioenschap wordt verreden
- Kade Boule, jeu-de-boules-evenement
- KaaiJazz, een jazzfestival dat wordt gehouden op de Kade
- Het Roosendaals Treffen, een evenement waarbij alle verenigingen en instanties zich aan de bevolking presenteren
- De Nationale Jeugdronde
- Zomerfestival, Vrouwenhofconcerten die in het Vrouwenhofpark plaatsvinden
- Mosh Meeting, een deathmetal-hardcorefestival
- Dancetour, vanaf 2009 in Roosendaal

## Economie

### Industrieterreinen
- Borchwerf I / Borchwerf Zuid
- Borchwerf II / Borchwerf Noord (deels in aanbouw)
- Borchwerf III / Verkavelingen en aanbouw
- De Meeten I
- De Meeten II
- De Meeten III
- Majoppeveld
- Vijfhuizenberg
- De Donken (Wouw)
- De Wijper (Wouw)

### Economie
Door de ligging langs de A17 en A58 en tussen de havens Rotterdam, Antwerpen en Terneuzen/Vlissingen profiteert Roosendaal van de transport- & logistieksector. Daarnaast heeft de regionale functie, waar Roosendaal zijn bestaan aan te danken heeft, een uitstraling naar de detailhandel, met name in de modesector. Er zijn meer dan 120 modewinkels in Roosendaal.

## Politiek

### Zetelverdeling gemeenteraad
De gemeenteraad van Roosendaal bestaat uit 35 zetels. Hieronder de behaalde zetels per partij bij de gemeenteraadsverkiezingen sinds 1998:
| Partij                     | 1998 | 2002 | 2006   | 2010   | 2014   | 2018   | 2022   |
| -------------------------- | ---- | ---- | ------ | ------ | ------ | ------ | ------ |
| Vrije Liberale Partij      | -    | -    | -      | -      | 5      | 6      | 11     |
| Roosendaalse Lijst         | 6    | 12   | 8      | 9      | 9      | 8      | 7      |
| VVD                        | 7    | 8    | 7      | 9      | 4      | 5      | 4      |
| CDA                        | 9    | 8    | 6      | 5      | 5      | 4      | 3      |
| GroenLinks                 | 3    | 2    | 2      | 2      | 1      | 3      | 3      |
| PvdA                       | 3    | 3    | 8      | 4      | 2      | 2      | 2      |
| D66                        | -    | -    | 1      | -      | 2      | 2      | 2      |
| Burger Belangen Roosendaal | -    | -    | -      | -      | -      | -      | 1      |
| Vitaal Liberaal            | -    | -    | -      | -      | -      | -      | 1      |
| Forum voor Democratie      | -    | -    | -      | -      | -      | -      | 1      |
| ChristenUnie               | -    | -    | -      | -      | -      | 1      | -      |
| Nieuwe Democraten          | -    | -    | -      | 3      | 2      | 1      | -      |
| SP                         | 1    | 2    | 3      | 3      | 5      | 3      | -      |
| Overige                    | 6    | -    | -      | -      | -      | -      | -      |
| Totaal                     | 35   | 35   | 35     | 35     | 35     | 35     | 35     |
| Opkomst                    |      |      | 50,68% | 46,07% | 46,00% | 45,71% | 40,38% |

## Media
- Roosendaal 24
- Roosendaalse Bode
- Roosendaalse Krant
- BN DeStem
- Plattelandskrant
- Radio Stad FM / Stads TV 12
- Brabant10

## Sport
Roosendaal is rijk aan sportverenigingen, waaronder omnisportvereniging Sportverband Blauw-wit Roosendaal, honkbal- en softbalvereniging SHV Boosters en voetbalclubs RBC Roosendaal en RKVV Roosendaal. Ten westen van Roosendaal bevindt zich golfbaan De Stok.

## Verkeer en vervoer

### Roosendaal Spoorstad
In 1854 legde een Belgische maatschappij de spoorlijn naar Antwerpen aan. Dit betekende een impuls voor de ontwikkeling van Roosendaal. Aansluitingen met Rotterdam, Vlissingen en Breda maakten van het station Roosendaal een spoorwegknooppunt. Een open grens bestond toen nog niet. Douanekantoren en expeditiebedrijven vestigden zich spoedig in de buurt van het grensstation. Om de groei van Roosendaal op te vangen, werd in 1907 een groot stationscomplex in gebruik genomen.
Roosendaal heeft een treinstation aan de Zeeuwse Lijn.

### Buslijnen
Het busvervoer wordt verzorgd door Arriva en Connexxion (enkel lijn 19).
Stadslijnen:
- Lijn 11: Kortendijk - Fatima-Villapark - Station - Centrum [- Westrand - Borchwerf]/[- Designer Outlet]
- Lijn 12: Station - Centrum - De Krogten - Kroeven - Langdonk

Streek- en buurtbuslijnen:
- Lijn 19: Hulst - Clinge - Nieuw Namen - Roosendaal
- Lijn 161: Roosendaal - Wouw - Heerle - Bergen op Zoom
- Lijn 162: Etten-Leur - Sint Willebrord - Rucphen - Roosendaal
- Lijn 163: Willemstad - Oudemolen - Fijnaart - Stampersgat - Oud Gastel - Roosendaal
- Lijn 164: Ossendrecht - Hoogerheide - Huijbergen - Wouwse Plantage - Roosendaal
- Lijn 211: Nispen - Roosendaal - Zegge - Bosschenhoofd - Oudenbosch
- Lijn 220: Klein Zundert - Zundert - Wernhout - Achtmaal - Schijf - Roosendaal

### Belangrijke wegen
- A17
- A58
- N262
- N268

## Monumenten
In de gemeente zijn er een aantal rijksmonumenten en oorlogsmonumenten, zie:
- Lijst van rijksmonumenten in Roosendaal (gemeente)
- Lijst van rijksmonumenten in Roosendaal (plaats)
- Lijst van oorlogsmonumenten in Roosendaal
- Lijst van Stolpersteine in Roosendaal

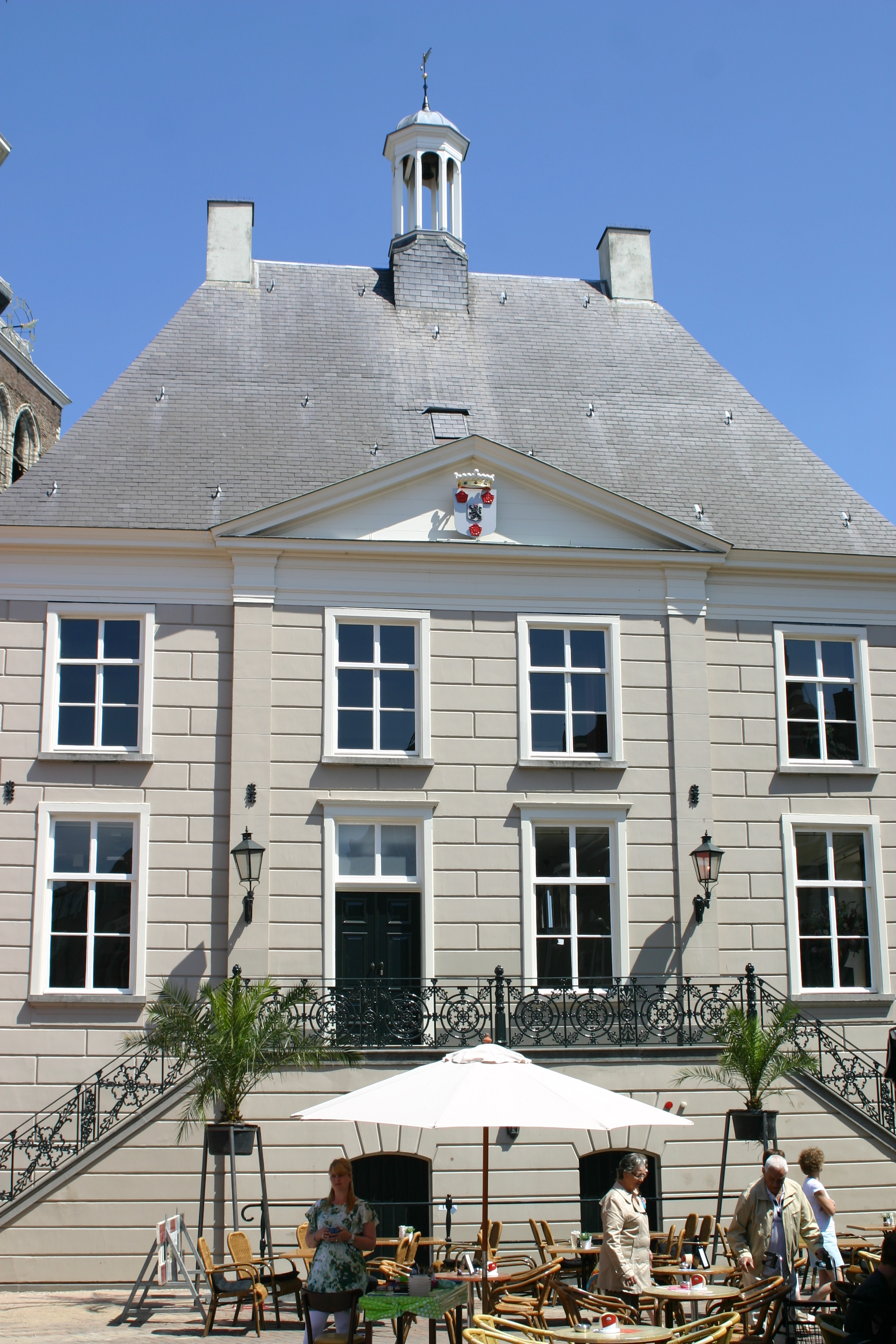
Raadhuis van Roosendaal
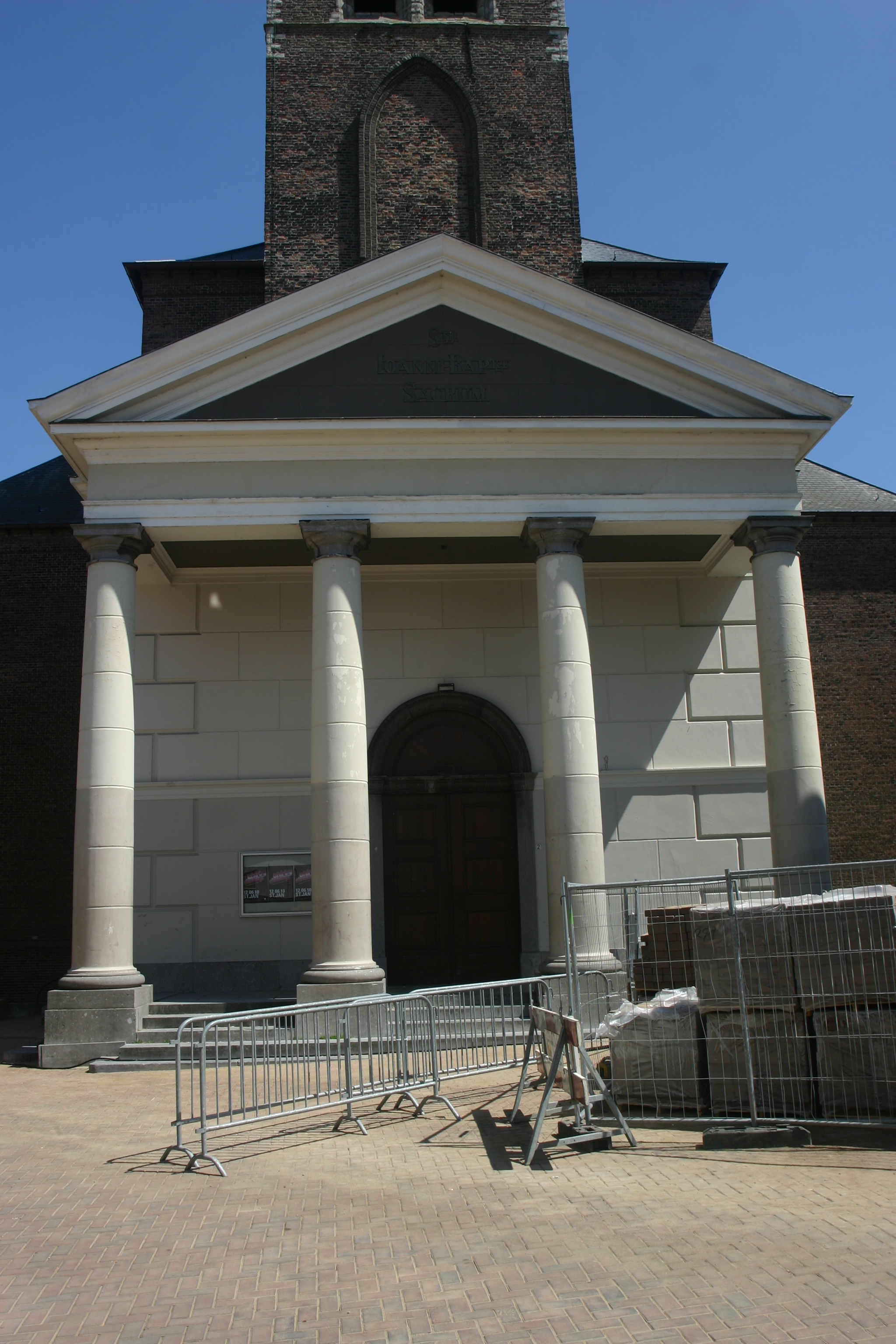
Sint-Janskerk
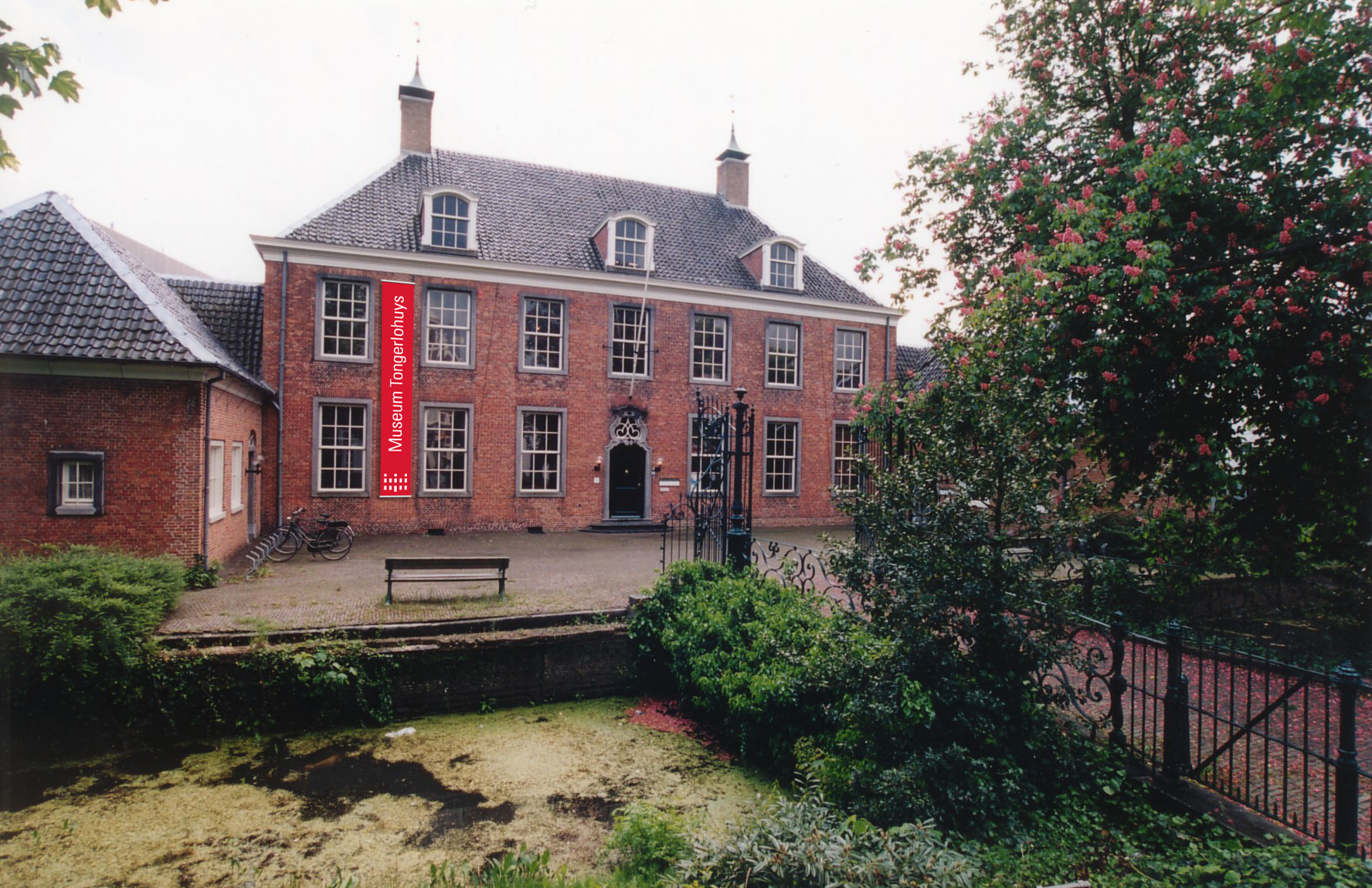
Stedelijk Museum in het Tongerlohuys

## Woonachtig geweest in Roosendaal
- Hendrick Lonck (1568-1634), Nederlands zeevaarder en veroveraar Nederlands-Brazilië
- Emile Verviers (1886-1968), nationaalsocialist
- Claudius Prinsen (1896-1952), vroeger burgemeester en naamgever van de Prinsensingel
- George Kettmann jr. (1898-1970, dichter, schrijver, journalist en uitgever
- Toine Mazairac (1901-1966), wielrenner
- Léon Orthel (1905-1985), componist
- Jef van de Vijver (1915-2005), oud-wereldkampioen wielrennen
- Fons Rademakers (1920-2007), filmregisseur, -producent en -acteur (Oscarwinnaar)
- Wim van Est (1923-2003), wielrenner
- Harry Lockefeer (1938-2007), journalist, oud-hoofdredacteur van de Volkskrant
- Jack Jersey (1941-1997), zanger, componist, arrangeur, tekstdichter en producer

## Millennium Gemeente
Roosendaal is een Millennium Gemeente.